# 24 Canum Venaticorum
24 Canum Venaticorum (24 CVn / HD 118232 / HR 5112) es una estrella en la constelación de Canes Venatici, los ‘perros de caza’. Con magnitud aparente +4,70, es la tercera estrella más brillante de la constelación después de Cor Caroli (α Canum Venaticorum) y Asterion (β Canum Venaticorum).
Situada a 191 años luz del sistema solar, 24 Canum Venaticorum es una estrella blanca de la secuencia principal de tipo espectral A5V y 9000 K de temperatura. Es 66 veces más luminosa que el Sol, siendo su radio entre 1,5 y 2 veces más grande que el radio solar. De igual tipo espectral que Cástor B (α Geminorum B) o Sheratan (β Arietis), es más luminosa que cualquiera de ellas. Su velocidad de rotación es de al menos 173 km/s, unas 85 veces mayor que la del Sol, pero comparable a la de otras estrellas análogas.
Presenta un contenido metálico notablemente superior al solar ([M/H] = +0,80 ± 0,10).
Tiene una masa de 2,6 masas solares y una edad estimada de solo 3,1 millones de años. Aunque catalogada como una estrella con envoltura, en la década de 1980 la envoltura parece haber desaparecido.
24 Canum Venaticorum muestra un exceso de emisión infrarroja que indica la existencia de un disco de polvo y gas a su alrededor, probablemente situado de perfil desde nuestro punto de vista. La temperatura estimada de los granos de polvo es de 114 K y, asumiendo que son granos de silicatos, estarían situados a una distancia de 89 UA de la estrella.